# Subotica (stacja kolejowa)
Subotica (serbski: Суботица, węgierski: Szabadka pályaudvar) – stacja kolejowa w Suboticy, w Wojwodinie, w okręgu północnobackim, w Serbii. 
Jest to ważny węzeł kolejowy, jeden z największych w Serbii. Stanowi jeden z głównych kolejowych przejść granicznych z Węgrami.

## Linie kolejowe
- Belgrad – Subotica
- 136 Szeged – Subotica
- Subotica – Novo Miloševo
- Subotica – Sombor
- 150 Budapest – Subotica
- 166 Subotica – Bácsalmás - nieczynna